# Folgore (Schiff, 1932)
Die Folgore war ein italienischer Zerstörer und Typschiff der Folgore-Klasse. Den Namen Folgore (italienisch für „Blitzschlag“) hatte zuvor eines der ersten Torpedoschiffe der Regia Marina, ein 1885 bis 1887 in Italien gebauter Torpedo-Aviso geführt, der 1900 verschrottet worden war. Das 1932 in Dienst gestellte Schiff wurde bei der Verteidigung eines Geleits am 2. Dezember 1942 in einem Seegefecht in der Straße von Sizilien von der britischen „Force Q“ versenkt.

## Geschichte
Die Folgore wurde bei Bacini e Scali Partenopei in Neapel gebaut. Ihre Kiellegung erfolgte im Januar 1930 zusammen mit dem Schwesterschiff Lampo. Der Zerstörer lief am 26. April 1931 als zweites Schiff der Klasse vom Stapel und wurde am 1. Juli 1932 auch als zweites Schiff in Dienst gestellt. Fünfzehn Tage früher war die bei Cantieri del Quarnaro in Fiume gebaute Baleno fertig geworden.
Der Zerstörer mit einer Standardverdrängung von 1220 t verdrängte nach Umbauten und durch Installation von Festballast zur Verbesserung der Seefähigkeit bei Kriegsbeginn unter Normalbedingungen 1450 t und bei voller Zuladung 2100 t. Er hatte eine Länge von 96,1 m über alles (94,3 m in der Wasserlinie), eine Rumpfbreite von 9,2 m und einen Tiefgang von bis zu 3,3 m. Drei Dampfkessel der Bauart Thornycroft versorgten zwei hintereinander angeordnete einfache Getriebeturbinensätze der Bauart Belluzzo mit dem nötigen Dampf, um bis zu 44.000 PS an die beiden Schrauben abzugeben. Unter Probefahrtbedingungen konnten damit 38 kn erreicht werden. Nach den notwendigen Umbauten waren unter Einsatzbedingungen nur noch maximal 32 kn zu erreichen. Der maximale Ölvorrat von 510 t verlieh dem Zerstörer eine Reichweite von 3600 sm bei 12 kn Marschgeschwindigkeit.
Die Folgore war mit zwei 12,0-cm-L/50-Zwillingsgeschützen der Bauart Ansaldo (Modell 1926), zwei 4,0-cm-L/39-Flak der Bauart Vickers-Terni (Modell 1917) sowie zwei einzelnen und zwei Zwillings-13,2-mm-L/76-Fla-Maschinengewehren der Bauart Breda bewaffnet. Darüber hinaus verfügte der Zerstörer über zwei 53,3-cm-Drillings-Torpedorohrsätze sowie zwei Wasserbombenwerfer und hatte die Möglichkeit, im Bedarfsfall bis zu 54 Seeminen mitzuführen. Diese Bewaffnung entsprach weitgehend der Standardbewaffnung italienischer Zerstörer ab der Sauro-Klasse bis 1940.
Während des Zweiten Weltkriegs wurden bis 1941 die beiden 4,0-cm-Flak und die Zwillings-MGs durch sechs 2,0-cm-L/65-Maschinenkanonen der Bauart Breda ersetzt. 1942 gab die Folgore einen ihrer Torpdorohrsätze von Bord, an dessen Stelle zwei 3,7-cm-L/54-Breda-Maschinenkanonen installiert wurden.

### Einsätze
Die Folgore war 1940 das Führungsschiff des 8. Zerstörergeschwaders in Tarent, dem auch die anderen drei Zerstörer der Klasse angehörten.
Am 7. Juli 1940 lief das Geschwader gemeinsam mit der 5. Schlachtschiffdivision (Giulio Cesare, Conte di Cavour) aus Tarent aus, um einen ersten Konvoi nach Libyen zu sichern. Auf dem Rückweg nahm es am 9. Juli 1940 zusammen mit anderen Einheiten an der Seeschlacht bei Punta Stilo teil.
Nach kleineren Umbauarbeiten beteiligte sich die Folgore am 9. Januar 1941 zusammen mit ihrem Schwesterschiff Fulmine und den Zerstörern Ascari und Carabiniere der Soldati-Klasse an der Beschießung des von den Griechen besetzten Porto Palermo in Albanien.
Bis Ende 1941 wurde sie zum Schutz von etlichen italienischen und deutschen Truppen- und Materialtransporten nach Libyen eingesetzt, die häufig durch britische U-Boote oder Torpedobomber angegriffen wurden. In der Nacht zum 3. September wurde südlich von Kap Spartivento durch eine von Malta kommende Fairey Swordfish aus einem Konvoi von fünf Motorschiffen die Andrea Gritti (6338 BRT) versenkt (347 Tote, nur 2 Überlebende). Den Konvoi sicherten neben der Folgore die Zerstörer Nicoloso da Recco, Dardo und Strale. Bei Angriffen auf von der Folgore begleitete Konvois wurden etliche Handelsschiffe schwer beschädigt, konnten aber in italienische Häfen eingebracht werden. Zu einem Gefecht mit alliierten Überwassereinheiten kam es für die Folgore bei der Geleitsicherung im Jahr 1941 nicht. In dieser Zeit wechselte der Zerstörer mehrmals den Verband.
Am 3. März 1942 wurde die Folgore bei einem Luftangriff auf den Hafen von Palermo leicht beschädigt. Am 14. Juni 1942 gehörte sie einem größeren italienischen Flottenverband an, der sich zwischen Alexandria und Malta dem britischen Vigorous-Konvoi entgegenstellte und ihn zur Umkehr zwang, ohne dass es zu einem Gefecht zwischen den Flotten gekommen wäre. Der aus Tarent kommende italienische Verband bestand aus den Schlachtschiffen Littorio und Vittorio Veneto, den Schweren Kreuzern Gorizia und Trento, den beiden Leichten Kreuzern Giuseppe Garibaldi und Duca d'Aosta sowie zwölf Zerstörern, darunter das 7. Zerstörergeschwader mit Folgore sowie Legionario, Freccia und Saetta. Bis Ende November 1942 folgten vorrangig weitere Konvoieinsätze nach Libyen oder Korfu mit kleineren Gefechten, wobei der Zerstörer am 27. August 1942 nochmals leicht beschädigt wurde.

### Das Ende derFolgore
Am 1. Dezember 1942 lief die Folgore unter dem Kommando des Korvettenkapitäns Ener Bettica zusammen mit den Zerstörern Da Recco und Camicia Nera sowie den Torpedobooten Procione und Clio von Palermo aus, um das „H-Geleit“ nach Biserta mit den italienischen Truppentransportern  Aventino (3794 BRT), Puccini (2422 BRT), Aspromonte (976 BRT) und dem deutschen KT 1 (850 BRT)  zu schützen. Transportiert wurden 1766 Soldaten, 4 Panzer, 32 andere Fahrzeuge, 12 Geschütze und knapp 700 Tonnen sonstiges Material, insbesondere Munition. Die britische Seite erfuhr dank Ultra Secret von dem Geleitzug und bereitete einen nächtlichen Angriff der Force Q vor. Letztere bestand aus drei leichten Kreuzern (Aurora, Argonaut, Sirius) und zwei Zerstörern (Quentin, Quiberon).
Am 2. Dezember 1942 um 00:37 Uhr startete die britische Formation bei den Skerki-Banks mit Radarunterstützung ihren Angriff auf das Geleit. In dem einstündigen schweren Gefecht gingen alle vier Truppentransporter mit 1527 Soldaten unter. Da Recco wurde schwer beschädigt, Camicia Nera und die beiden Torpedoboote leicht. Die Folgore startete aus nur 1000 Metern Entfernung einen erfolglosen Torpedoangriff gegen die Force Q, die ihr Feuer auf den italienischen Zerstörer konzentrierte und ihn manövrierunfähig schoss. Kommandant Bettica befahl der Besatzung, das sinkende, bis zuletzt feuernde Schiff zu verlassen, und ging um 01:16 Uhr zusammen mit mehr als der Hälfte der Besatzung (124 Tote) auf 37° 43′ N, 11° 16′ O unter.